# Trinchesia foliata
Trinchesia foliata är en snäckart. Trinchesia foliata ingår i släktet Trinchesia och familjen Tergipedidae. Inga underarter finns listade i Catalogue of Life.